# Ане Тереса Де Керсмакер
Ане Тереса Де Керсмакер (на нидерландски: Anne Teresa De Keersmaeker) е белгийска балерина, балетмайсторка и хореографка на съвременни танци.

## Биография
Тя е родена на 11 юни 1960 година в Мехелен. Започва да учи хореография през 1978 година.
Нейната постановка „Fase“ по музика на Стив Райш ѝ донася международна известност през 1982 г. Продължава да работи активно през следващите години и днес е определяна сред най-изявените хореографи на съвременния танц.